# Elezioni generali in Cile del 2005
Le elezioni generali in Cile del 2005 si tennero l'11 dicembre per il primo turno delle elezioni del presidente e per il rinnovo del Parlamento (Camera dei deputati e Senato); il 15 gennaio 2006 ebbe luogo il secondo turno delle elezioni presidenziali.
Ebbero accesso al ballottaggio la candidata del Partito Socialista Michelle Bachelet, sostenuta dalla Concertazione dei Partiti per la Democrazia, e l'esponente di Rinnovamento Nazionale Sebastián Piñera, appoggiato da Alleanza per il Cile; l'esito elettorale vide la vittoria di Bachelet, che ottenne il 53,50% dei voti.

## Risultati

### Elezioni presidenziali
| Candidati         | Partiti                                                         | I turno   | I turno | II turno  | II turno |
| Candidati         | Partiti                                                         | Voti      | %       | Voti      | %        |
| ----------------- | --------------------------------------------------------------- | --------- | ------- | --------- | -------- |
| Michelle Bachelet | Partito Socialista del Cile Concertación: PS - PDC - PPD - PRSD | 3 190 691 | 45,96   | 3 723 019 | 53,50    |
| Sebastián Piñera  | Rinnovamento Nazionale Alleanza per il Cile: RN - UDI           | 1 763 694 | 25,41   | 3 236 394 | 46,50    |
| Joaquín Lavín     | Unione Democratica Indipendente Alleanza per il Cile: UDI - RN  | 1 612 608 | 23,23   |           |          |
| Tomas Hirsch      | Partito Comunista del Cile Juntos Podemos Más: PC - PH          | 375 048   | 5,40    |           |          |
| Totale            | Totale                                                          | 6 942 041 | 100     | 6 959 413 | 100      |

### Elezioni parlamentari

#### Camera dei deputati
| Liste                                              | Voti      | %     | Seggi |
| -------------------------------------------------- | --------- | ----- | ----- |
| Partito Democratico Cristiano del Cile             | 1 370 501 | 20,76 | 20    |
| Partito per la Democrazia                          | 1 017 956 | 15,42 | 21    |
| Partito Socialista del Cile                        | 663 561   | 10,05 | 15    |
| Partito Radicale Social Democratico                | 233 564   | 3,54  | 7     |
| Indipendenti                                       | 131 625   | 1,99  | 2     |
| Totale Concertazione dei Partiti per la Democrazia | 3 417 207 | 51,76 | 65    |
| Unione Democratica Indipendente                    | 1 475 901 | 22,36 | 33    |
| Rinnovamento Nazionale                             | 932 422   | 14,12 | 19    |
| Indipendenti                                       | 148 063   | 2,24  | 2     |
| Totale Alleanza per il Cile                        | 2 556 386 | 38,72 | 54    |
| Partito Comunista del Cile                         | 339 547   | 5,14  | –     |
| Partito Umanista                                   | 102 842   | 1,56  | –     |
| Indipendenti                                       | 46 229    | 0,70  | –     |
| Totale Juntos Podemos Más                          | 488 618   | 7,40  | –     |
| Partito d'Azione Regionalista del Cile             | 26 698    | 0,40  | 1     |
| Alleanza Nazionale degli Indipendenti              | 20 191    | 0,31  | –     |
| Indipendenti                                       | 30 324    | 0,46  | –     |
| Totale Fuerza Regional Independiente               | 77 213    | 1,17  | 1     |
| Indipendenti                                       | 62 387    | 0,94  | –     |
| Totale                                             | 6 601 811 | 100   | 120   |

#### Senato
Le elezioni ebbero luogo in sette regioni: Antofagasta (II, circoscrizione 2); Coquimbo (IV, circoscrizione 4); Libertador (VI, circoscrizione 9); Biobío (VIII, circoscrizioni 12 e 13); Los Lagos (X, circoscrizioni 16 e 17); Magellano e Antartide Cilena (XII, circoscrizione 19); Santiago (RM, circoscrizioni 7 e 8).
| Liste                                              | Voti      | %     | Seggi |
| -------------------------------------------------- | --------- | ----- | ----- |
| Partito Democratico Cristiano del Cile             | 1 418 089 | 29,72 | 5     |
| Partito Socialista del Cile                        | 576 045   | 12,07 | 4     |
| Partito per la Democrazia                          | 512 296   | 10,74 | 1     |
| Partito Radicale Social Democratico                | 114 515   | 2,40  | 1     |
| Indipendenti                                       | 38 053    | 0,80  | –     |
| Totale Concertazione dei Partiti per la Democrazia | 2 658 998 | 55,73 | 11    |
| Unione Democratica Indipendente                    | 1 028 925 | 21,57 | 5     |
| Rinnovamento Nazionale                             | 515 185   | 10,80 | 3     |
| Indipendenti                                       | 233 180   | 4,89  | –     |
| Totale Alleanza per il Cile                        | 1 777 290 | 37,25 | 8     |
| Partito Comunista del Cile                         | 104 687   | 2,19  | –     |
| Partito Umanista                                   | 69 927    | 1,47  | –     |
| Indipendenti                                       | 111 460   | 2,34  | –     |
| Totale Juntos Podemos Más                          | 286 074   | 6,00  | –     |
| Alleanza Nazionale degli Indipendenti              | 13 076    | 0,27  | –     |
| Indipendenti                                       | 17 268    | 0,36  | –     |
| Totale Fuerza Regional Independiente               | 30 344    | 0,64  | –     |
| Indipendenti                                       | 18 275    | 0,38  | 1     |
| Totale                                             | 4 770 981 | 100   | 20    |

##### Riepilogo per regione
| Lista  | Antofagasta | Coquimbo | Libertador | Biobío  | Los Lagos | Magellano e Antartide Cilena | Santiago  | Totale    |
| ------ | ----------- | -------- | ---------- | ------- | --------- | ---------------------------- | --------- | --------- |
| PDC    | 26.287      | 101.671  | –          | 267.460 | 141.806   | 11.831                       | 869.034   | 1.418.089 |
| PS     | –           | 48.931   | 154.894    | 209.410 | 65.337    | 21.960                       | 75.513    | 576.045   |
| PPD    | –           | –        | 72.393     | –       | –         | –                            | 439.903   | 512.296   |
| PRSD   | 74.572      | –        | –          | –       | 39.943    | –                            | –         | 114.515   |
| Ind.   | –           | –        | –          | 38.053  | –         | –                            | –         | 38.053    |
| Totale | 100.859     | 150.602  | 227.287    | 514.923 | 247.086   | 33.791                       | 1.384.450 | 2.658.998 |
| UDI    | 34.183      | 71.697   | 94.877     | 199.511 | 40.774    | 10.910                       | 576.973   | 1.028.925 |
| RN     | 36.045      | 12.571   | –          | 67.822  | 137.084   | –                            | 261.663   | 515.185   |
| Ind.   | –           | –        | 34.379     | 22.493  | –         | 1.341                        | 174.967   | 233.180   |
| Totale | 70.228      | 84.268   | 129.256    | 289.826 | 177.858   | 12.251                       | 1.013.603 | 1.777.290 |
| PCCH   | 5.220       | 10.607   | –          | 16.521  | 11.750    | –                            | 60.589    | 104.687   |
| PH     | 1.973       | 6.384    | 9.852      | 20.577  | –         | 803                          | 30.338    | 69.927    |
| Ind.   | –           | –        | 6.871      | 12.318  | 5.606     | 812                          | 85.853    | 111.460   |
| Totale | 7.193       | 16.991   | 16.723     | 49.416  | 17.356    | 1.615                        | 176.780   | 286.074   |
| ANI    | –           | –        | –          | –       | 13.076    | –                            | –         | 13.076    |
| Ind.   | 7.448       | –        | –          | –       | 9.820     | –                            | –         | 17.268    |
| Totale | 7.448       | –        | –          | –       | 22.896    | –                            | –         | 30.344    |
| Ind.   | –           | –        | –          | –       | –         | 18.275                       | –         | 18.275    |
| Totale | 185.728     | 251.861  | 373.266    | 854.165 | 465.196   | 65.932                       | 2.574.833 | 4.770.981 |

## Candidati
Michelle Bachelet 

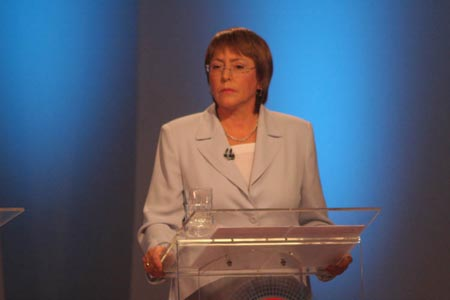
Michelle Bachelet candidata della coalizione di centro-sinistra Concertazione dei Partiti per la Democrazia.

Medico, esponente del Partito Socialista del Cile. Inizia il suo impegno politico fin da giovane come sostenitrice del Presidente Salvador Allende. Figlia del generale progressista Alberto Bachelet e dell'antropologa Ángela Jeria a seguito della morte del padre ucciso dai golpisti la Bachelet e sua madre furono torturate a Villa Grimaldi, noto centro di detenzione di Santiago del Cile. Una volta libere le due donne si trasferirono prima in Australia e poi nella Repubblica Democratica Tedesca dove la Bachelet terminò i suoi studi di medicina laureandosi.
Verso la fine degli anni settanta ritornò in Cile entrando nelle file dell'opposizione al generale Pinochet ed ha una relazione con un militante del Fronte Patriottico Manuel Rodriguez. Con il ritorno alla democrazia la Bachelet sostiene la nascita della coalizione di centrosinistra Concertación de Partidos por la Democracia al governo dal 1990 e milita nel Partito Socialista del Cile come membro della direzione nazionale e come candidato sindaco a Las Condes, sobborgo di Santiago, con insuccesso.
Collaboratrice del ministro della Difesa, nel 2000 viene nominata dal Presidente Ricardo Lagos Ministro della Sanità e nel 2002 della Difesa.
Nel mese di settembre 2004 è intravista dal suo partito come la successore del Presidente Lagos e per questo candidata alle primarie della Concertacióndal Partito Socialista del Cile, Partito per la Democrazia ed il Partito Radicale Social Democratico. Principale sfidante è l'ex ministro degli Esteri Soledad Alvear del Partito Democratico Cristiano del Cile. A seguito della ritiro di Alvear viene sostenuta pienamente anche dai democristiani.
 Sebastián Piñera 

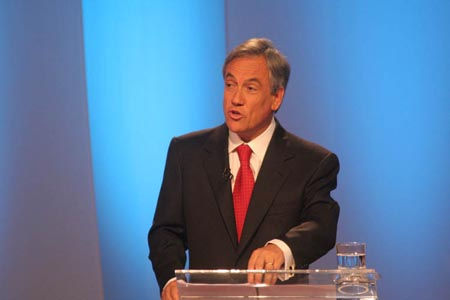
Sebastián Piñera candidato di Rinnovamento Nazionale.

Economista ed imprenditore, impegnato politicamente nel partito liberal-conservatore Rinnovamento Nazionale (RN). La sua carriera politica inizia alla fine negli anni '80 come uno dei pochi uomini di destra oppositori alla dittatura fascista-militare di Augusto Pinochet.
Con il ritorno alla democrazia viene eletto al Senato del Cile ed è considerato come uno dei possibili candidati alla Presidenza del Cile dal suo partito e dalla coalizione di destra Alianza por Chile ma è costretto a ritirarsi a causa dello scandalo che porta il suo nome: Piñeragate, che consisteva nel pagamento di tangenti. Viene rieletto come senatore e diventa presidente del suo partito.
Viene considerato come l'esponente più liberale della sua coalizione e per questo motivo molti membri di RN lo ritenevano come candidato presidenziale con più probabilità di vincere rispetto al leader della coalizione Joaquín Lavín, il candidato ufficiale. Il 14 maggio 2005 viene proclamato come candidato da RN ma non è sostenuto dal partito Unione Democratica Indipendente, alleato di RN, e sostenitore di Lavín che si presenta singolarmente con una candidatura a parte.
 Joaquín Lavín 

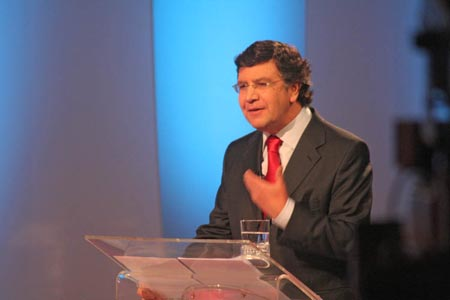
Joaquín Lavín candidato dell'Unione Democratica Indipendente.

Economista ed ingegnere commerciale, militante del partito conservatore Unione Democratica Indipendente. Joaquín Lavín è stato consulente economico della giunta militare del generale Augusto Pinochet. Con il ritorno alla democrazia Joaquín Lavín si è opposto ai governi di centro-sinistra ed è stato eletto sindaco di Las Condes, un sobborgo di Santiago del Cile, alle elezioni comunali del 1996.
Considerato come uno dei migliori opponenti alla coalizione di governo si è presentato alle elezioni presidenziali del 1999 ma è stato sconfitto, anche se di misura, dal candidato di centrosinistra ossia il socialista Ricardo Lagos.
Nel 2000 si è candidato a sindaco di Santiago Centro ottenendo una grande percentuale e sconfiggendo Marta Larraechea, moglie dell'ex presidente Eduardo Frei Ruiz-Tagle.
Lavín era intravisto come il candidato della coalizione di destra anche per il 2005 ma è stato sostenuto solo dall'Unione Democratica Indipendente in quanto Rinnovamento Nazionale ha deciso di presentare l'imprenditore Piñera.
 Tomás Hirsch 

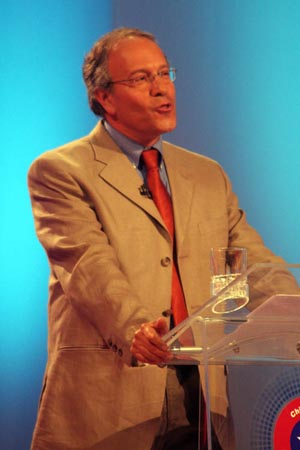
Tomás Hirsh candidato della coalizione Juntos Podemos Más.

Fotografo ed imprenditore, militante del partito di sinistra radicale Partito Umanista Cileno che inizialmente era parte integrante della coalizione di centro-sinistra Concertación de Partidos por la Democracia ma ha spinto per la fuoriuscita ed una corsa singolare ed in collaborazione con il Partito Comunista del Cile.
Verso la fine del 2004 concretizza l'alleanza con i comunisti e partiti di sinistra extraparlamentare partecipando alla fondazione della coalizione Juntos Podemos Más divenendone il portavoce.
Il 5 luglio è diventato il candidato ufficiale della coalizione trionfando al consiglio nazionale della coalizione, riunito per la nomina presidenziale. Si presenta come candidato oppositore delle politiche di stampo neoliberiste e sostenitore della nazionalizzazione delle aziende di interesse pubblico.
 Aucán Huilcáman 
La candidatura di Aucán Huilcáman, leader Mapuche, è stata rifiutata dal Servizio Nazionale Elettorale (Servel) il 15 settembre 2005 in quanto non disponeva del numero di firme necessarie per la presentazione di candidature indipendenti. Nonostante l'appoggio degli altri candidati e del governo stesso Huilcaman ha deciso di ritirare la sua candidatura.

## Liste
Concertazione dei Partiti per la Democrazia 

Come nelle precedenti elezioni presidenziali anche in questa occasione la Concertación ha proposto un'elezione primaria per scegliere il candidato che dovrà rappresentarla alle elezioni dell'11 dicembre.
Il Partito Socialista del Cile ha presentato come sua candidata Michelle Bachelet, ex Ministra della Salute e della Difesa del governo del Presidente Ricardo Lagos. Successivamente anche il Partito per la Democrazia e il Partito Radicale Social Democratico hanno proclamato la Bachelet come loro candidata alle primarie.
Il Partito Democratico Cristiano del Cile, invece per presentare la propria candidatura alle elezioni primarie, ha dovuto procedere alla scelta del proprio candidato tra l'ex presidente Eduardo Frei Ruiz-Tagle, il leader del partito Adolfo Zaldívar e Soledad Alvear, ex ministra nei vari governi della Concertación
con Patricio Aylwin (Servizio Nazionale della Donna), Eduardo Frei Ruiz-Tagle (Giustizia) e con Ricardo Lagos (Esteri). Successivamente Frei ha ritirato la propria candidatura e Soledad Alvear è stata eletta candidata alle elezioni primarie per il suo partito il 15 gennaio 2005.
Per la prima volta nella storia del paese una forza politica avrebbe sicuramente candidato una donna che avrebbe avuto molte possibilità ad essere eletta presidente. Attraverso un accordo tra i partiti e le candidate le elezioni primarie si sarebbero svolte il 31 luglio 2005, precedute da una serie di dibattiti televisivi in tutto il paese per la scelta della candidata. Il primo si sarebbe tenuto il 28 aprile a Concepción e l'ultimo il 27 luglio a Santiago del Cile.
Tuttavia il 24 maggio Soledad Alvear si è ritirata dalla competizione a causa dello scarso riscontro nei sondaggi, che la vedevano in netto svantaggio, e del poco sostegno della DC alla sua candidatura. Michelle Bachelet è stata proclamata candidata del Partito Democratico Cristiano del Cile il 30 maggio 2005 divenendo la candidata unica del centro-sinistra.
Obiettivo fondamentale della candidata è di proseguire il lavoro svolto dalla precedenti presidenze e di dare alla sua coalizione la quarta consecutiva vittoria dal ritorno alla democrazia. La Bachelet presenta un programma di stampo riformista nato dall'incontro tra le culture socialdemocratiche con quelle cristiano-democratiche. Pur definendosi laica si oppone alla legalizzazione del matrimonio omosessuale ma si dice disponibile al riconoscimento pieno dei diritti dei gay.
 Alleanza per il Cile 
Dopo la sconfitta di Joaquín Lavín contro Ricardo Lagos nel 2000 per un margine inferiore al 3%, il leader dell'Unione Democratica Indipendente era considerato come il principale candidato dell'opposizione per il 2005. Secondo alcuni sondaggi condotti a partire dal 2003 era in vantaggio sui principali candidati della Concertación. Ma a partire dalla fine di quell'anno la popolarità del governo e della coalizione di centrosinistra è aumentata notevolmente.
Le intenzioni di voto sono diminuite a causa della presenza delle candidature femminili della Concertación, decisamente più carismatiche e pronte al governo del paese, passando dal 50% a poco più del 30%. Il calo di Lavín ha raggiunto il suo culmine con la sconfitta dell'Alianza por Chile alle elezioni municipali del 2004.
Per questo motivo all'interno dell'altro partito della coalizione, Rinnovamento Nazionale è stata avanzata la candidatura di Sebastián Piñera. Il 14 maggio 2005 il consiglio nazionale di RN lo ha proclamato candidato alla presidenza provocando l'euforia dell'ala liberale e la delusione nella corrente nei settori più conservatori passati poi al partito Unione Democratica Indipendente.
Si pensava che anche all'interno della destra si sarebbe organizzata un'elezione primaria per la scelta del candidato unico della coalizione ma questo non è stata possibile a causa della scelta di Piñera di partecipare alle elezioni da solo. Tuttavia entrambi i partiti si sono presentati in coalizione per le elezioni del Parlamento.
Scopo delle candidature è quella di creare un'alternativa rispetto alla coalizione di centro-sinistra al governo del paese da ormai 16 anni consecutivi. Pur appartenendo alla stessa posizione politica e alla medesima coalizione le candidature di Piñera e Lavín sono molto differenti dal profilo ideologico: la prima si presentava come liberal-conservatrice e vicino alle posizioni centrismo, sottraendo così voti alla Democrazia Cristiana, e l'altra era nettamente ultra-conservatrice e più vicina a posizioni della destra tradizionale.
 Juntos Podemos Más 
La Juntos Podemos Más è il nome della coalizione politica di estrema sinistra formatasi in Cile il 13 dicembre 2003 in seguito alla campagna "Il Cile dice no alla guerra".
PODEMOS è l'acronimo di POder DEMOcrático Social.
I due partiti più grossi che ne fanno parte sono il Partito Umanista Cileno e il Partito Comunista del Cile. Altre forze politiche rilevanti sono il Movimento della Sinistra Rivoluzionaria (Movimiento de Izquierda Revolucionaria) e Sinistra Cristiana del Cile (Izquierda Cristiana de Chile). Inoltre, fanno parte del PODEMOS molte organizzazioni sindacali e associazioni di base.
Alle elezioni amministrative del 2004 ha ottenuto mezzo milione di voti, circa il 10% dei consensi. Si presenterà alle elezioni presidenziali del dicembre 2005, ha candidato il segretario del Partido Humanista Tomás Hirsch che ha ottenuto il 5,5% dei voti.
La coalizione Juntos Podemos per la scelta del proprio candidato alla presidenza ha organizzato una consultazione nazionale prevista per il 28 maggio in cui i partiti presentavano le proprie proposte programmatiche.
La consulta era organizzata anche a livello locale nelle sezioni dei partiti membri. La seconda fase per la scelta della candidatura è stata realizzata il 5 giugno 2005 e si è tenuta un'assemblea nazionale dove i contendenti per la nomina si sfidarono. I candidati furono Tomás Moulián del Partito Comunista del Cile, Tomás Hirsh leader del Partito Umanista Cileno e Nicolás García Moreno leader della Sinistra Cristiana (Cile). All'assemblea prevalse Hirsh divenendo il candidato unico della Juntos Podemos.

## Dibattiti
I quattro candidati alla presidenza accettarono di partecipare ad una serie di confronti televisivi e radiofonici. Per la prima volta in Cile tutti i candidati parteciparono ad un dibattito in TV.

### Dibattito del 19 ottobre

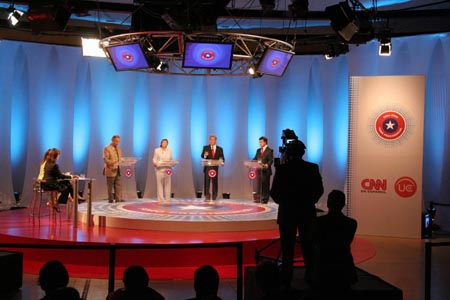
Foro Presidencial: Chile 2005

Il 19 ottobre del 2005 alle 22 (GMT-3) è stato trasmesso il programma Foro Presidencial: Chile 2005, il primo dibattito televisivo tra i quattro candidati ufficiali. Il dibattito è stato trasmesso anche su Canal 13 e CNN in lingua spagnola. I moderatori furono Constanza Santa María e Glenda Umaña, rispettivamente giornalisti di Canal 13 e CNN in spagnolo. Il dibattito è stato organizzato a Espacio Riesco, comune di Huechuraba.
I moderatori del dibattito rivolgevano ai candidati sei domande riguardanti principalmente temi come la criminalità, la disuguaglianza sociale, l'economia, le imprese, le relazioni estere con gli Stati Uniti e l'America Latina, il sistema pensionistico. Alla fine del confronto i candidati potevano rivolgere ai telespettatori un proprio messaggio. Ogni candidato doveva rispondere alla domanda in un minuto e avevano diritto a controribattere per trenta secondi. Data la disponibilità di tempo e dietro consenso dei candidati sono stati trattati anche altri temi.
La produzione e i candidati hanno concordato nel non trattare temi relativi all'ex dittatore Augusto Pinochet e sulle violenze commese durante il suo regime perché ormai all'elettorato temi relativi al tremendo passato del paese interessa ben poco.
Dopo il dibattito sono stati diffusi alcuni sondaggi telefonici a proposito della condotta dei candidati durante il confronto televisivo. Secondo i dati di Time-Research con un 29%, Bachelet e Piñera sono quelli che hanno vinto il dibattito. Hirsch ha ricevuto una valutazione del 22%, mentre Lavín il 14%. Altri sondaggi, realizzati da Benchmark e El Mercurio Opina hanno dato differenti risultati: Benchmark ha dato come vincitrice la Bachelet con un 39,63%, seguito da Lavín al 23,16%, Piñera al 16,89% e Hirsch con il 4,58%, mentre i sondaggi realizzati dal giornale cileno ha dato risultati favorevoli a Bachelet con un 32,2%, Piñera con un 26,8%, Lavín con 21,1% e Hirsch un 3,3%.